# Kim Chanbunrith
Kim Chanbunrith (13 marzo 1979) è un ex calciatore cambogiano, di ruolo difensore.

## Carriera

### Club
Ha giocato dal 2001 al 2010 nella massima serie cambogiana con il Nagacorp.

### Nazionale
Con la Nazionale ha preso parte a 2 incontri di qualificazione ai Mondiali 2010.